# Christian August Friedrich Peters

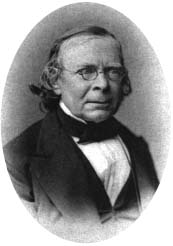
Christian August Friedrich Peters

Christian August Friedrich Peters (* 7. September 1806 in Hamburg; † 8. Mai 1880 in Kiel) war ein deutscher Astronom.

## Leben
Peters bildete sich durch Selbststudium und nahm 1826 bis 1830 unter der Leitung von Heinrich Christian Schumacher an den Arbeiten der Sternwarte Altona, der holsteinischen Gradmessung und der Bestimmung des einfachen Sekundenpendels auf Gut Güldenstein teil. Peters studierte anschließend an der Albertus-Universität Königsberg bei Friedrich Wilhelm Bessel, wo er 1833 promovierte.
1833 wurde er zum Assistenten an der Sternwarte Hamburg berufen. 1839 kam er in gleicher Stellung an die russische Sternwarte Pulkowa bei Sankt Petersburg. Hier wurde er 1842 zum Adjunkten der Akademie der Wissenschaften, 1847 zum außerordentlichen Akademiemitglied sowie 1849 zum korrespondierenden Mitglied gewählt.
Peters wurde 1849 ordentlicher Professor der Astronomie in Königsberg als Nachfolger Bessels. 1854 wurde er der letzte Direktor der Sternwarte Altona, die sich zu diesem Zeitpunkt in wirtschaftlichen Schwierigkeiten befand. Altona und die Sternwarte waren seinerzeit unter dänischer Verwaltung. Als sich die Elbherzogtümer 1864 von Dänemark lossagten, wurde die Verlegung der Sternwarte an die Universität Kiel beschlossen. 1872 war die Verlegung abgeschlossen. 1873 wurde Peters in Kiel zum ordentlichen Professor berufen.
1851 wurde er zum korrespondierenden Mitglied der Göttinger Akademie der Wissenschaften gewählt. Ab 1853 war er korrespondierendes Mitglied der Bayerischen Akademie der Wissenschaften und auf 1859 deren auswärtiges Mitglied. 1857 wurde er korrespondierendes Mitglied der Académie des sciences in Paris und 1866 der Preußischen Akademie der Wissenschaften.
Als Nachfolger von Schumacher und Adolph Cornelius Petersen gab Peters die Astronomischen Nachrichten heraus. Unter seiner Leitung erfuhr die Fachzeitschrift allerdings einen deutlichen Qualitätsverlust, da sich Peters mit etlichen Astronomen überworfen hatte und die Zeitschrift von vielen Autoren gemieden wurde.
Peters starb 1880 im Alter von 73 Jahren in Kiel.

## Ehrungen
1852 wurde er mit der Goldmedaille der Royal Astronomical Society ausgezeichnet. 1853 wurde er in die American Academy of Arts and Sciences gewählt, 1867 in die National Academy of Sciences. 1879 erhielt er den Bayerischen Maximiliansorden für Wissenschaft und Kunst.
1935 wurde der Mondkrater Peters nach ihm benannt.

## Werke
- Disquisitio de motu penduli in aere resistente. Dissertation. Digital 1. Teil. Digital 2. Teil.
- Numerus constans nutationis ex ascensionibus rectis stellae polaris in specula Dorpatensi annis 1822 ad 1838 observatis deductus. 1842. (Digitalisat)
- Resultate aus Beobachtungen des Polarsterns am Ertelschen Vertikalkreise. 1842.
- Recherches sur la parallaxe des étoiles fixes. 1847.
- Über die eigene Bewegung des Sirius, Astronomische Nachrichten No. 745, 1–16; No. 746, 17–32; No. 747, 33–48; No. 748, 49–58, Altona 1851. Diese Schrift führte zur Entdeckung des Sirius-Begleiters.